# Triplasius namaquensis
Triplasius namaquensis är en tvåvingeart som först beskrevs av Hesse 1938.  Triplasius namaquensis ingår i släktet Triplasius och familjen svävflugor. Inga underarter finns listade i Catalogue of Life.